# Sverre Fehn
Sverre Fehn (14. august 1924 – 23. februar 2009) var en norsk arkitekt, der blandt andet er kendt for at have skabt den Norske Pavillon til verdensudstillingen i Bruxelles i 1958 og den Nordiske Pavillon til Venedig Biennalerne (1962). I Danmark er han mest kendt for i 1996 at have tegnet en udvidelse af Det Kongelige Teater kaldet "Teaterfuglen", der imidlertid stødte på så meget modstand, at den aldrig blev opført.
Efter sin uddannelse som arkitekt var Sverre Fehn i begyndelsen af 1950'erne på en rejse i Marokko, og her gjorde den lokale folkelige arkitektur stort indtryk på ham og fik indflydelse på mange af hans senere værker. Et par års studier i Paris hos Jean Prouvé, hvorunder han også mødte Le Corbusier, fik ligeledes betydning, og sammen med andre arkitekter (blandt andet Jørn Utzon) stiftede han arkitektsammenslutningen Pagon (Progressive Architects' Group, Oslo, Norway), der søgte at tilpasse internationale arkitektoniske strømninger til nordiske forhold.
Blandt Fehns andre værker var en række norske villaer og museer, blandt andet gletsjermuseet i Fjærland, nybygningen af Colosseum Kino i Oslo og andre kulturbygninger. Fehns skæbne var dog også i en vis udstrækning, at skønt højt estimeret måtte han opleve, at mange af hans projekter aldrig blev gennemført (som Teaterfuglen).
Fehn modtog i 1997 Pritzker-prisen
- Colosseum Kino i Oslo, hvis nuværende udseende skyldes Sverre Fehn
- Gletsjermuseet i Fjærland